# Montagna Spaccata

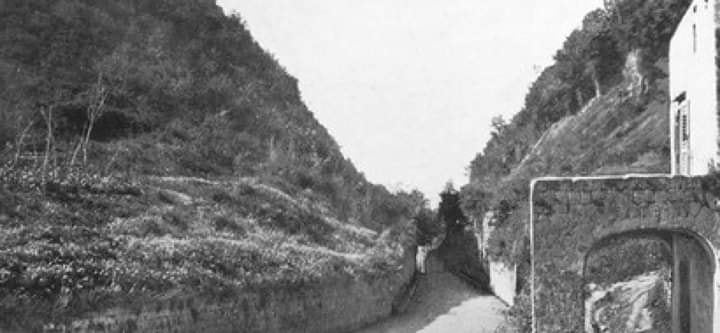
Montagna spaccata nel 1909

La Montagna Spaccata è un taglio eseguito dagli antichi romani nella parete di una collina per creare un passaggio stradale carrozzabile, nei pressi delle città di Pozzuoli, Quarto e Napoli, in modo da agevolare il percorso della via Consolare Campana verso Capua e Roma.

## Storia
La strada taglia la collina che presenta una perfetta forma semicircolare, simile ad una immensa abside naturale di m 900 di diametro. Si tratta in effetti del bordo di uno dei vulcani dei Campi Flegrei, cratere conservatosi soltanto per metà, la cui eruzione (chiamata appunto "eruzione di Montagna Spaccata") ha avuto luogo fra i 10.500 e gli 8.000 anni fa.
Il taglio aveva lo scopo di agevolare il percorso delle mercanzie scaricate al porto di Puteoli e destinate a Roma, abbreviando il tragitto della via Antica Consolare Campana da Pozzuoli a Capua dove la strada si immetteva nella via Appia.

## Architettura
Sono tuttora perfettamente conservati e visibili i blocchetti di tufo posti a impedire il collassamento delle pareti, ed al di sotto dell'asfalto si conservano ancora i basoli del selciato antico.

## Stato attuale
La strada è tutt'oggi utilizzata come principale rete viaria per l'entrata e l'uscita dal cratere successivo, nel quale è situato il comune di Quarto Flegreo.
Il passaggio di Montagna Spaccata si trova appunto al quarto miglio della via Antica Consolare Campana nei pressi di Pozzuoli al confine con la zona di Napoli Pisani.. Nei pressi della Montagna Spaccata, nel comune di Pozzuoli, è presente un deposito munizioni della Marina Militare Italiana, chiamato Depomuni Montagna Spaccata.

## Altre montagne spaccate
Vi sono altri luoghi con questo nome:
- a Cuma, un analogo taglio nella collina realizzato dai romani quale diverticolo della via Domiziana che entrava nella città greca. L'arco che impedisce il franamento delle pareti della collina viene oggi chiamato "Arco Felice", forse perché era la porta alla Campania Felix.
- a Gaeta il  "Santuario della Montagna Spaccata", costruito a strapiombo sul mare in una fenditura naturale del costone roccioso calcareo.
- sull'isola d'Ischia.